# Дюко, Роже
Граф Империи Пьер Роже́ Дюко́ (фр. Pierre Roger Ducos; 25 июля 1747, Монфор-ан-Шалосс — 16 марта 1816, Ульм, Германия) — французский государственный деятель; третий консул при Наполеоне (третий среди трёх правителей, названных во французской конституции VIII года).
В 1792 году член конвента, в 1794 году — президент клуба якобинцев, в 1799 году — член директории, после 18 брюмера недолго консул, при Наполеоне вице-президент Охранительного сената. Умер в изгнании.

## Образ в кино
- «Наполеон: путь к вершине» (Франция, Италия, 1955) — актёр Марсель Вернь